# 姜熙濟
姜熙濟（韓語：강희제，1990年2月5日—），是一名韓國男演員。

## 演出作品

### 電視劇
- 2023年：SBS《只是還沒全力以赴》
- 2023年：SBS《浪漫醫生金師傅3》
- 2023年：MBC《反派羅曼史》飾演 洙東[3]
- 2023年：Disney+《非法正義》飾演 傳教士
- 2024年：Disney+《殺人者的購物中心》飾演 傭兵-巴比倫組織的雙胞胎成員。[4]

### 電影
- 未知：短篇《LOVE,RUST》
- 2012年：短篇《昨晚(어젯밤)》
- 2013年：短篇《睡過頭(늦잠)》飾演 後輩
- 2013年：短篇《抵制宣言(보이콧 선언)》飾演 政勳
- 2014年：《足球王》
- 2015年：短篇《射流(사류)》
- 2018年：短篇《愚人船(바보들의 배)》
- 2022年：短篇《芬蘭泡菜(핀란드식 김장법)》
- 2023年：《犯罪都市3》飾演 賽博夜店內的日本流氓(紅衣)
- 2023年：《禍亂：地下秩序》飾演 重犯司機
- 2024年：《逃走》
- 2024年：《辣手警探2》

### 話劇
- 2012年：《男人的幻想(남자가 로망)》
- 2013年：《從事藝術的人類(예술하는 인간)》
- 2014年：《在南山迷路(남산에서 길을잃다)》
- 2014年：《HEAVEN BEAN(헤븐빈)》
- 2015年：《我是風(나는 바람)》
- 2015年：《新冒險王(신 모험왕)》
- 2016年：《心靈迴路(마음의 회로)》
- 2016年：《世越號的未來和過去(세월호 오브퓨처패스트)》飾演 超能力者Telemeter
- 2016年：《科學的心-森林的深淵(과학하는마음-숲의 심연)》飾演 楊泰民
- 2017年：《之間(사이)》飾演 昌模[5]
- 2017年：《樂園(낙원)》飾演 金材昱
- 2017年：《他們的敵人(그들의 적)》[6]
- 2018年：《小說家久保氏和京城的人們(소설가 구보氏와 경성사람들)》飾演 久保[7][8]
- 2019年：《去南方吧(남쪽 나라로)》飾演 David姜[9]
- 2020年：《夏天過去的時候(여름이 지나갈 때)》飾演 多賢
- 2020年：《晚安，克卜勒(굿나잇,케플러)》飾演 專家
- 2022年：《大學與演劇(대학과 연극)》

### MV
- 2017年：Juniel《獨酌  （页面存档备份，存于）》[10]

## 外部連結
- 姜熙濟的Instagram帳戶
- 第12語言戲劇工作室的Instagram帳戶
- 姜熙濟的playdb （页面存档备份，存于）